# Pivara
Pivara é uma vila da Sérvia localizada no município de Pivara, pertencente ao distrito de Šumadija, na região de Šumadija. A sua população era de 49154 habitantes segundo o censo de 2002.